# Florin Prunea
Florin Prunea (n. Bucarest, Rumanía, 8 de agosto de 1968) es un exfutbolista y actual entrenador rumano, que jugaba de portero y militó en diversos clubes de Rumania, Turquía, Bulgaria y Grecia.

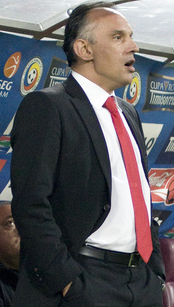
Prunea como entrenador del Dinamo Bucarest, en la semifinal de la Copa de Rumania de 2009 (CFR Cluj - Dinamo Bucarest 2-1).

## Clubes
| Club                     | País     | Año         |
| ------------------------ | -------- | ----------- |
| Dinamo Bucarest          | Rumania  | 1985 - 1988 |
| Universitatea Cluj       | Rumania  | 1988 - 1990 |
| CS Universitatea Craiova | Rumania  | 1990 - 1991 |
| Universitatea Cluj       | Rumania  | 1991 - 1992 |
| Dinamo Bucarest          | Rumania  | 1992 - 1998 |
| Universitatea Cluj       | Rumania  | 1998        |
| Erzurumspor              | Turquía  | 1998 - 1999 |
| Astra Giurgiu            | Rumania  | 1999        |
| FC Universitatea Craiova | Rumania  | 1999 - 2000 |
| Litex Lovech             | Bulgaria | 2000        |
| Dinamo Bucarest          | Rumania  | 2000 - 2002 |
| FCM Bacău                | Rumania  | 2002 - 2003 |
| FC Brasov                | Rumania  | 2003 - 2004 |
| FCM Bacău                | Rumania  | 2004        |
| Skoda Xanthi             | Grecia   | 2004 - 2005 |
| National Bucarest        | Rumania  | 2005 - 2006 |

## Selección nacional
Prunea jugó 40 partidos internacionales, para la selección nacional rumana. Participó en 2 Copas del Mundo FIFA, que fueron en la edición de Estados Unidos 1994, donde la selección rumana, fue eliminada de ese mundial en Cuartos de final, a manos de su similar de Suecia, mediante lanzamientos penales y Después en Francia 1998, donde la selección rumana, fue eliminada de ese mundial en Octavos de final, a manos de su similar de Croacia. Eso sí, Prunea solo jugó 3 de los 5 partidos, que su selección disputó en el Mundial de Estados Unidos 1994 y fue suplente en los 4 partidos, que su selección disputó en el Mundial de Francia 1998. También participó en 2 ediciones de la Eurocopa, que fueron en la edición de Inglaterra 1996, donde su selección quedó eliminado en la primera fase, siendo último de su grupo y en la edición de Holanda-Bélgica 2000, donde su selección quedó eliminada en cuartos de final, a manos de su similar de Italia, equipo que posteriormente fue el subcampeón de ese torneo.

## Participaciones en Copas del Mundo
| Mundial                        | Sede           | Resultado        |
| ------------------------------ | -------------- | ---------------- |
| Copa Mundial de Fútbol de 1994 | Estados Unidos | Cuartos de final |
| Copa Mundial de Fútbol de 1998 | Francia        | Octavos de final |